# Stadio olimpico Atatürk
Lo stadio olimpico Atatürk (in turco Atatürk Olimpiyat Stadyumu) è un impianto sportivo di Istanbul da 75145 posti a sedere, che lo rendono lo stadio turco più capiente. Si trova nel distretto di Başakşehir, nella parte europea della città, ed è raggiungibile con la Linea M3 della metropolitana di Istanbul dalla fermata Olimpiyat Stadi.
Costruito a partire dal 1998 con l'obiettivo di ospitare prima una futura edizione dei Giochi olimpici, poi una del campionato europeo di calcio, fu inaugurato ufficialmente il 31 luglio 2002. La sua costruzione è costata complessivamente 130 milioni di lire turche.
L'Atatürk ha ottenuto dalla UEFA la certificazione di "stadio a 4 stelle" per le sue moderne infrastrutture, ed è inoltre è certificato dalla IAAF per ospitare manifestazioni di atletica leggera. Ha ospitato due finali della UEFA Champions League (nel 2004-2005 e nel 2022-2023), oltre alle gare interne della nazionale turca e di varie squadre cittadine: Galatasaray, Beşiktaş e İstanbul Başakşehir.

## Storia

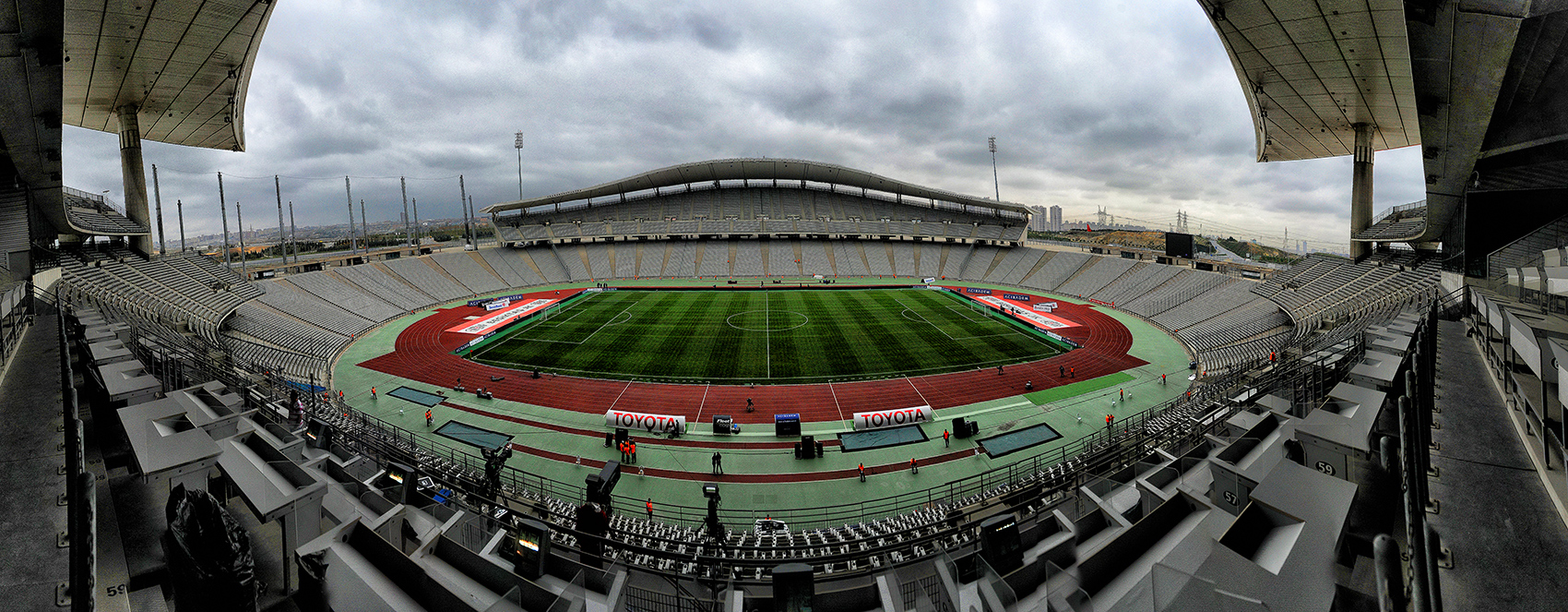
Panoramica dello stadio.

Già tra la fine degli anni '80 e i primi anni '90 alcune autorità sportive turche misero in evidenza la necessità di edificare a Istanbul uno stadio che fosse costruito sul modello dei grandi stadi europei, anche in vista dei Giochi olimpici del 2000, la cui assegnazione avvenne nel 1993 e che la città era candidata ad ospitare. La mancanza di strutture, la carenza di una linea metropolitana e i problemi di gestione del traffico furono tra i fattori che bloccarono sul nascere le iniziative in tal senso. 
La prima iniziativa concreta riguardante la costruzione di un nuovo stadio a Istanbul fu avviata dall'allora presidente della municipalità metropolitana di Istanbul Recep Tayyip Erdoğan nel 1994. In questa fase furono scambiati pareri con alcune società nazionali ed estere e furono avviati dei sopralluoghi sui siti individuati come possibili sedi dell'impianto.
Furono avviati dapprima degli esami ispettivi nelle aree libere di Küçükçekmece e Büyükçekmece. L'obiettivo era individuare una zona il più lontano possibile dalla città, ma allo stesso tempo vicina alle aree di trasporto pubblico. Dopo il lavoro congiunto del Comitato olimpico nazionale turco, sotto la presidenza di Sinan Erdem, e della municipalità metropolitana di Istanbul, si decise di costruire la nuova infrastruttura  nell'area in cui si trova ora lo stadio olimpico. Il terreno selezionato aveva una superficie sufficiente sia per lo stadio, sia per la strada laterale, il parco olimpico e le strutture da costruire nel parco.
Ad aggiudicarsi la gara indetta per la costruzione dello stadio olimpico fu, nel novembre 1998, il gruppo francese Campenon Bernard SAE, con partnership internazionali. Il progetto dello stadio olimpico, che è tra quelli realizzati al di fuori degli ambiti tradizionali del colosso edile Tekfen, ebbe una prima concretizzazione nel febbraio 1999, con l'inizio dei lavori di scavo. La costruzione dello stadio e del relativo parco olimpico proseguì senza sosta, su un'area di 584 ettari nella regione di İkitelli, a Istanbul, a firma degli architetti Michel Macary e Aymeric Zublena. I lavori giunsero alla fase di completamento il 15 gennaio 2002, quando fu ultimata la struttura eccetto le strade di collegamento. Tutti i lavori all'interno dello stadio furono eseguiti da Benart Architecture.
Lo stadio fu inaugurato il 31 luglio 2002, in occasione dell'amichevole Galatasaray-Olympiacos, alla presenza di 79 414 spettatori.
Durante le stagioni sportive 2002-2003 e 2003-2004 il Galatasaray disputò qui le proprie gare casalinghe a causa delle carenze del suo stadio di casa, l'Ali Sami Yen. Dalla stagione successiva la squadra tornò al vecchio domicilio, a causa delle proteste dei propri tifosi per la lontananza dello stadio, delle rimostranze dei tifosi delle squadre rivali cittadine e della mancanza di infrastrutture sufficienti nei paraggi dello stadio. 
Dopo l'effettivo completamento di tutti i lavori necessari, lo stadio fu pronto nel 2005 a ospitare il primo grande evento sportivo su scala mondiale, la finale della UEFA Champions League 2004-2005, vinta dal Liverpool contro il Milan. 
Nella stagione 2006-2007 lo stadio fu sede delle gare casalinghe di UEFA Champions League del Galatasaray.
Inizialmente lo stadio avrebbe dovuto ospitare la finale della UEFA Champions League 2019-2020, ma per l'evento fu poi designato lo stadio da Luz di Lisbona (con partita da disputarsi a porte chiuse) a causa dei disagi comportati dalla pandemia di COVID-19.
Viste le modifiche dell'anno precedente, venne deciso che l'Atatürk sarebbe stato la sede della finale di UEFA Champions League della stagione 2020-2021, ma sempre per via del COVID-19 la sede della finale fu nuovamente cambiata e spostata ancora una volta in Portogallo, allo stadio do Dragão di Porto.
L'impianto ospitò la finale di UEFA Champions League della stagione 2022-2023, vinta dal Manchester City contro l'Inter.

### Finali UEFA Champions League: 2005 e 2023
| Arbitro: | Manuel Mejuto González |

|                                       |                      |                                   |
| Maldini 1’ Crespo 38’, 44’            | Marcatori            | 54’ Gerrard 56’ Šmicer 60’ Alonso |
| Serginho Pirlo Tomasson Kaká Ševčenko | Tiri di rigore 2 – 3 | Hamann Cissé Riise Šmicer         |

| Arbitro: | Szymon Marciniak |

|           |           |  |
| Rodri 68’ | Marcatori |  |

## Il nome
Lo stadio porta il nome di Mustafa Kemal Atatürk, fondatore e primo presidente della Repubblica Turca. Letteralmente Atatürk significa Padre dei Turchi.

## Galleria d'immagini

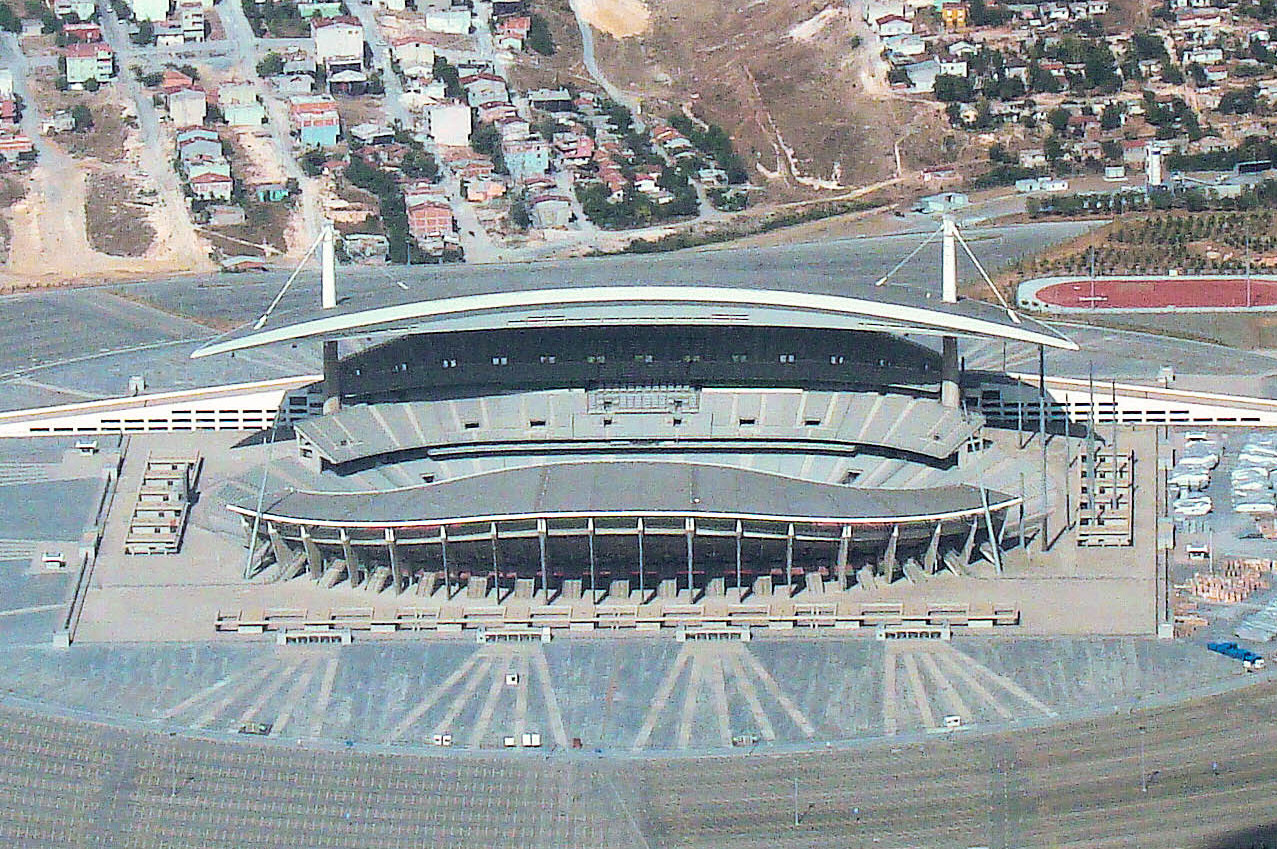
Vista dall'alto
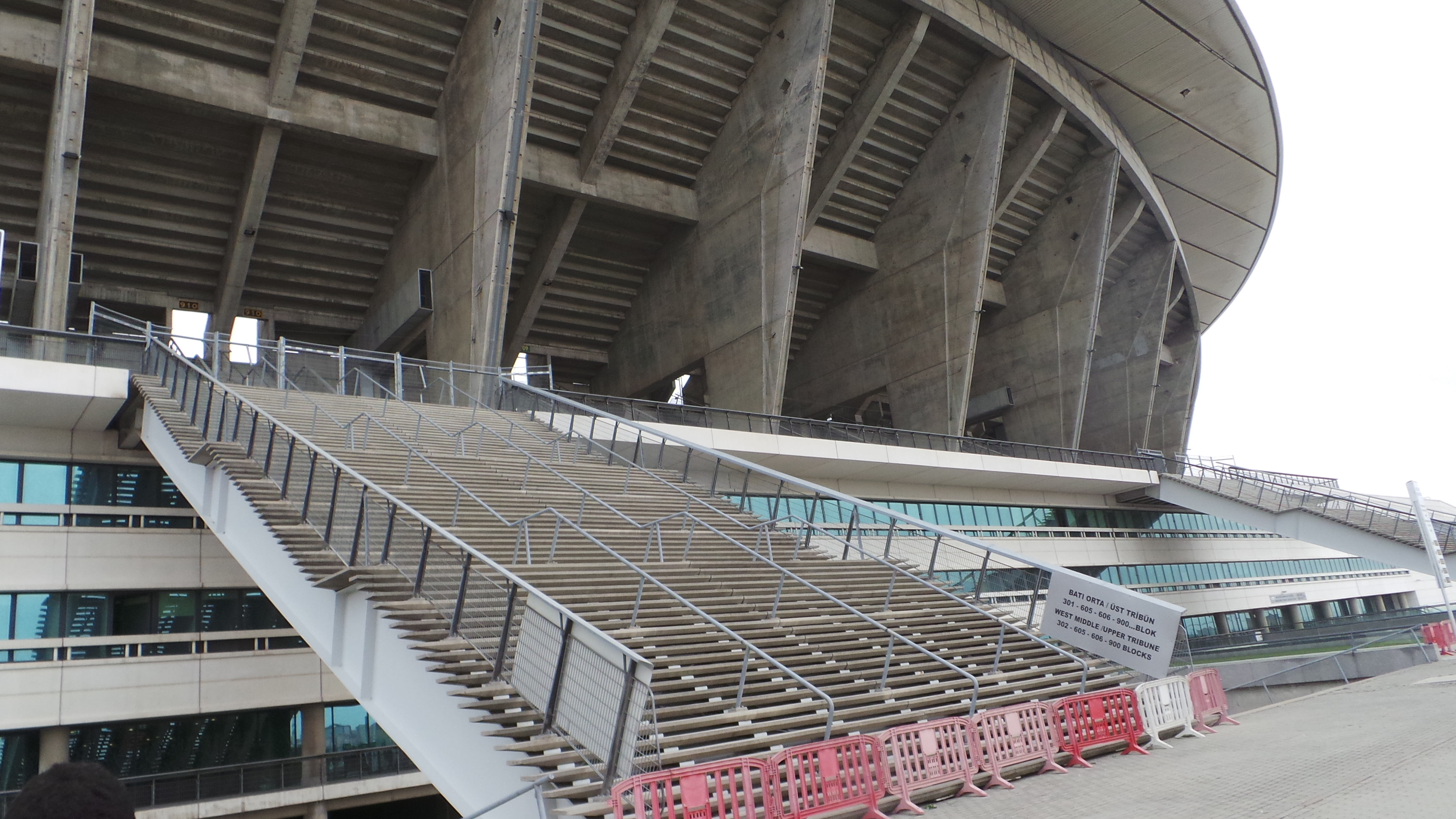
Vista esterna
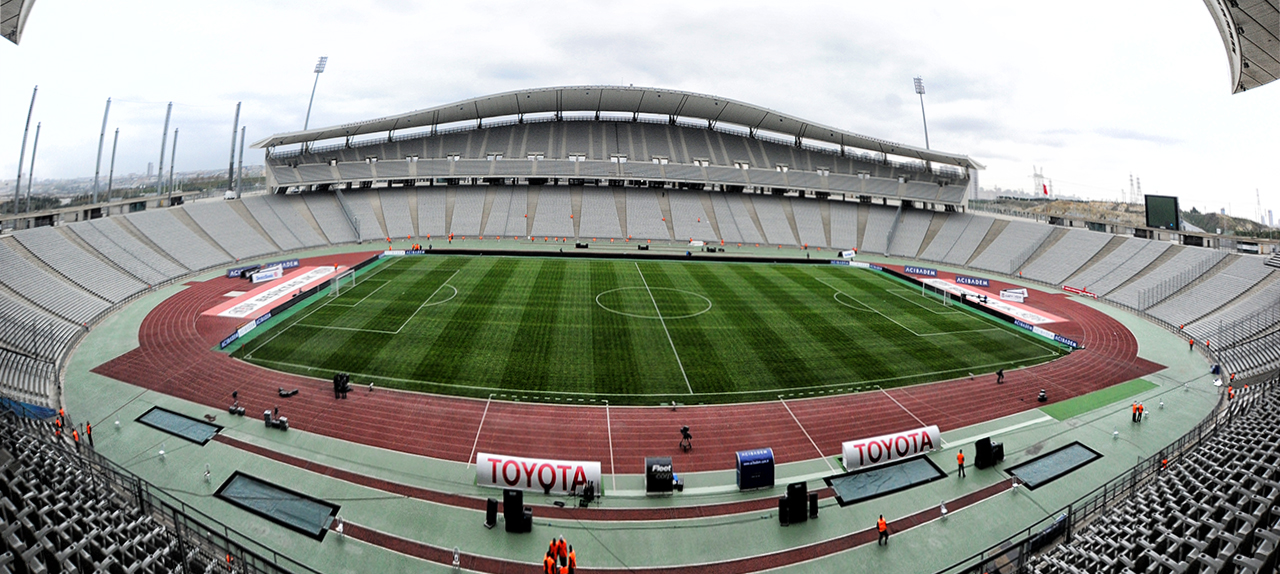
Vista interna
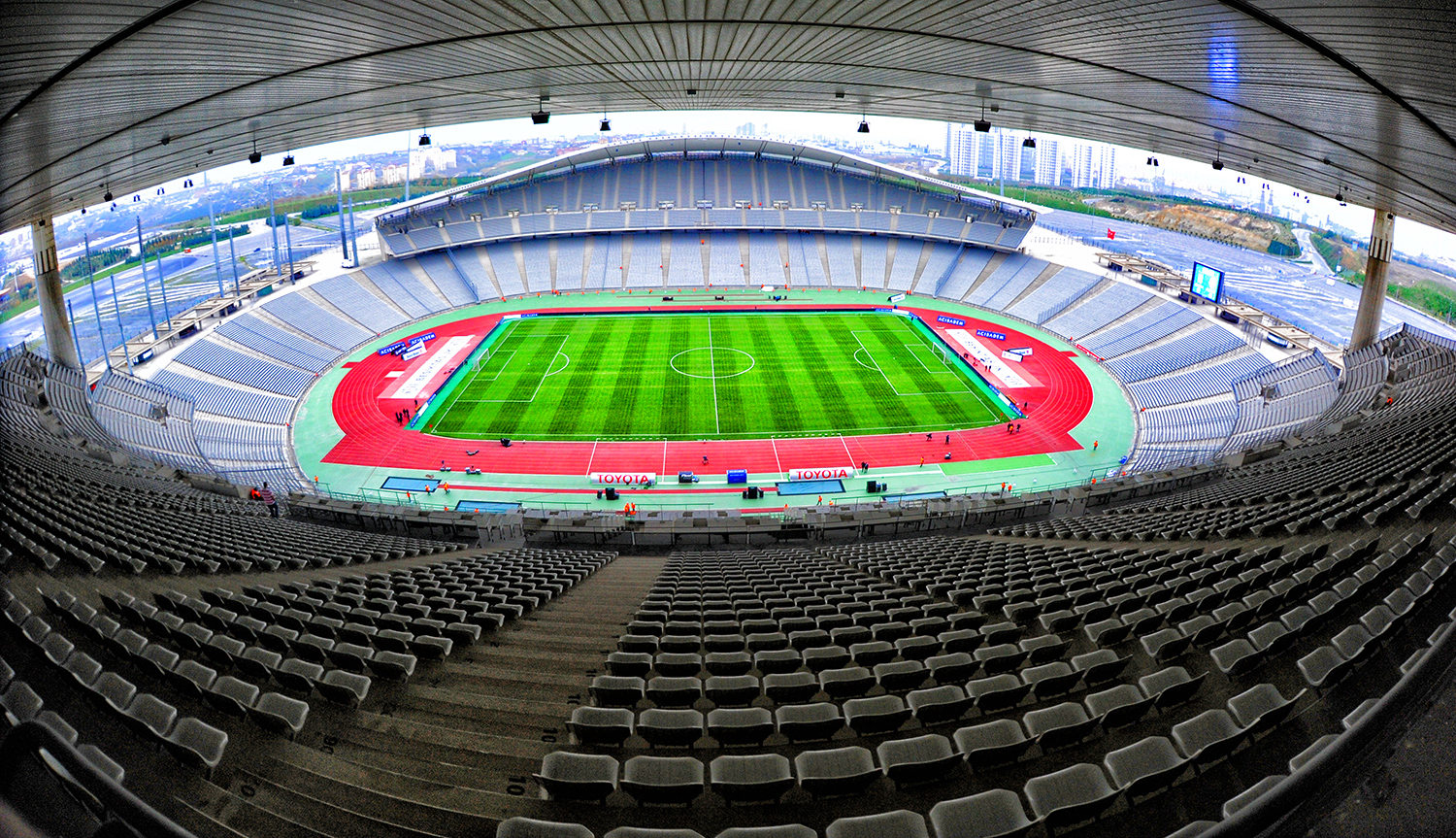
Vista interna
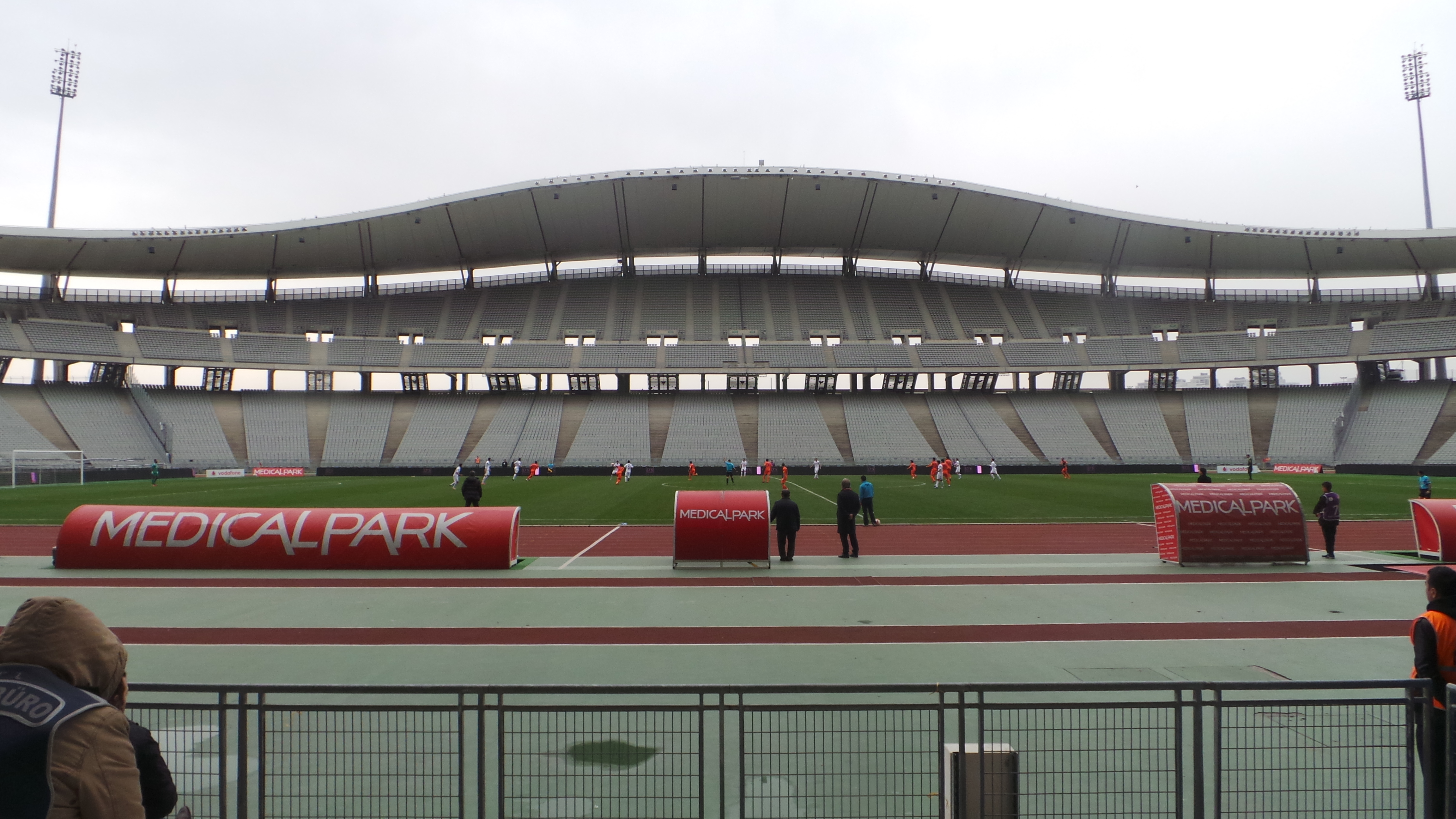
Vista interna
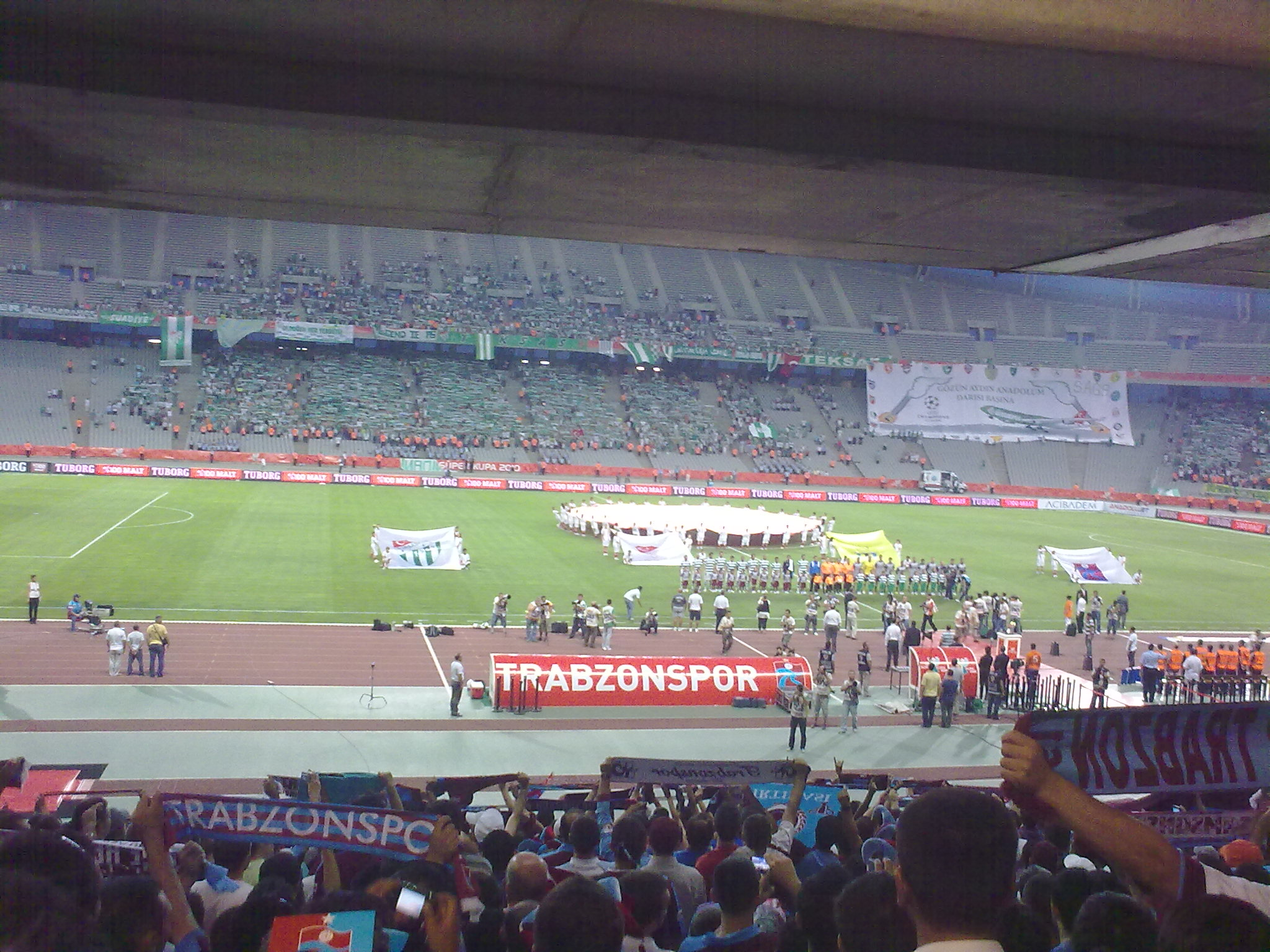
Vista interna
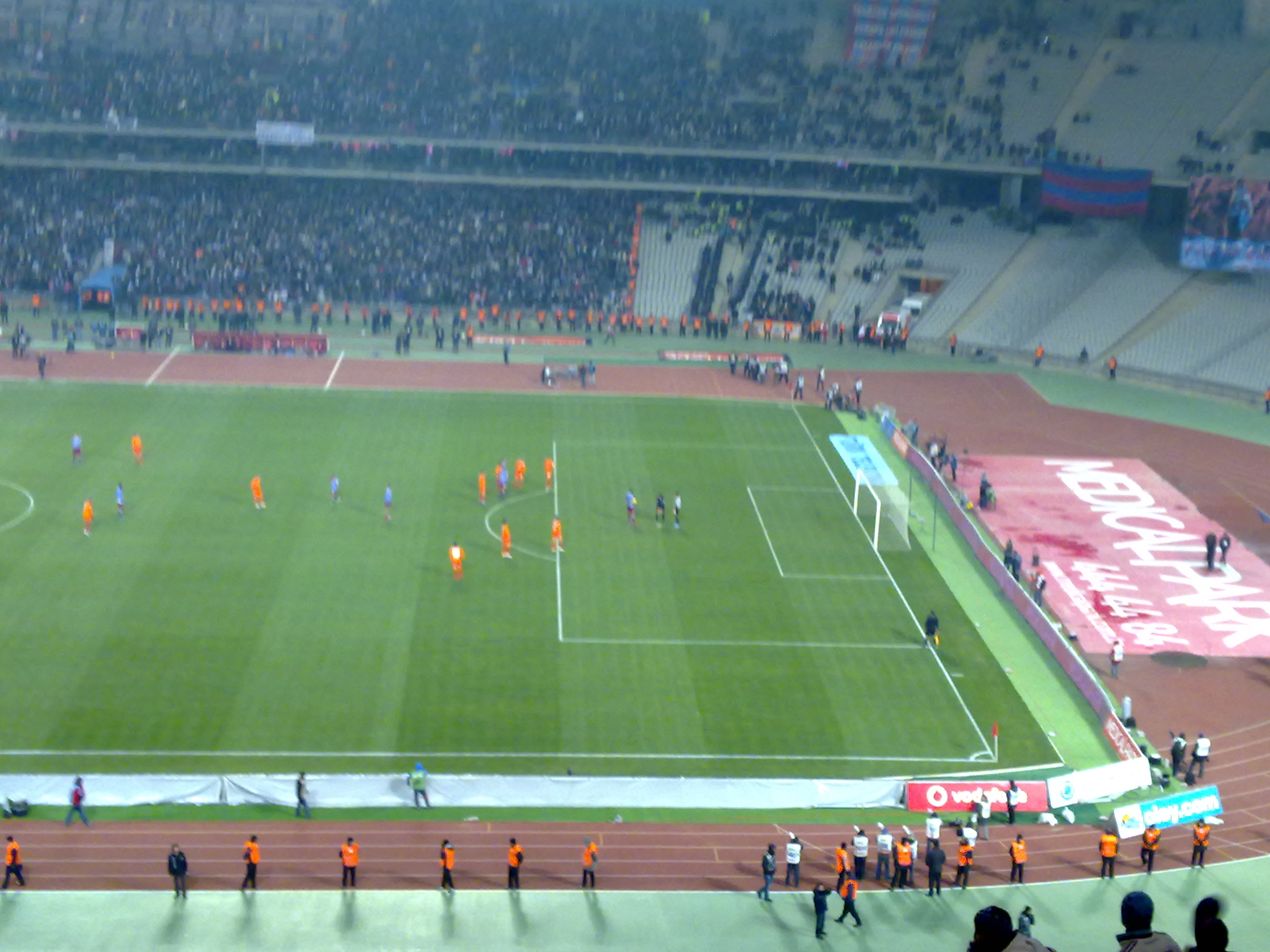
Vista interna